# Couche arable

Les différents horizons d'un profil de sol. La couche arable comprend les horizons O et A. La zone décrite par le profil cultural comprend en plus l'horizon B. On parle aussi de solum lorsque l'on considère comme ici une certaine épaisseur de ce profil.

La couche arable est la couche supérieure du sol. Elle est celle qui a la plus forte concentration de matière organique et de micro-organismes et donc la plus forte activité biologique. En pédologie, il s'agit des horizons O (lorsqu'il existe, ce qui suppose généralement un sol non labouré) et de l'horizon A. En forêt, où le sol n'est jamais travaillé, on parle de couche holorganique.
L'adjectif « arable » sous-entend que l'on s'intéresse à cette couche d'abord sous l'angle agronomique ou agricole, même si elle n'est pas nécessairement labourée ; c'est la couche principalement concernée par l'application (ou l'absence) des modes de travail du sol et de fertilisation.
Elle revêt une grande importance écologique en ce qui concerne la biodiversité et le stockage du carbone.

## Description
Sources non exhaustives : Dominique Soltner
Voir aussi le site de l'Inra Maroc  pour une représentation plus pédagogique.
La couche arable est composée de particules minérales et de matière organique. Elle s'étend généralement jusqu'à une profondeur de 13 à 25 cm.
La couche arable présente une forte concentration de racines, car c'est là que les plantes obtiennent leurs nutriments vitaux, à l'exception notable du carbone, puisé dans l'air par les feuilles. La couche arable abrite aussi une importante activité bactérienne, fongique et entomologique favorisant l'humification, sans laquelle le sol deviendrait moins propice aux plantes. Ainsi, une couche arable saine est un microbiome très riche qui abrite un large éventail d'espèces. Les insectes et les autres éléments de la faune du sol jouent un rôle important dans la décomposition des matériaux, l'aération et la bioturbation du sol. La matière organique se condense et se dépose en couche d'humus au fil du temps.
In fine, les bactéries et les champignons facilitent les échanges de nutriments avec les plantes en provoquant la décomposition de l'humus en minéraux absorbables par les racines.

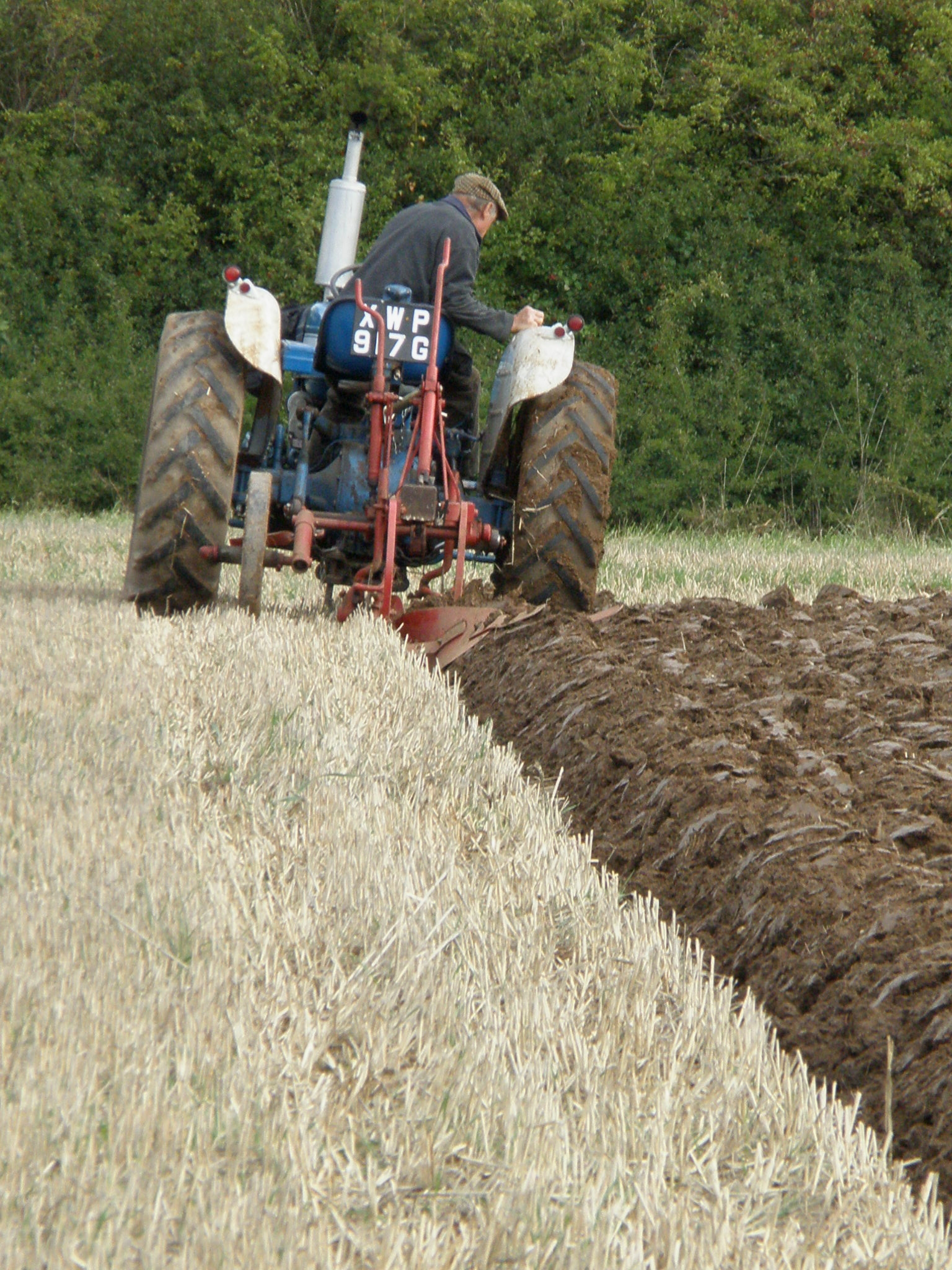
En agriculture conventionnelle et cultures annuelles la profondeur de labour définit généralement l'épaisseur de la couche arable. Les façons affectant l'horizon sous-jacent sont qualifiées de sous-solage.

La matière organique fournit donc la nourriture des organismes vivants. Sous forme d'humus, elle est indispensable à la cohésion du sol. La résistance de la structure du sol diminue en même temps que le taux d'humus.
La structure est affectée une fois que le sol est déshydraté. Le volume de terre végétale déshydratée diminue considérablement et peut subir l'érosion.

## Production

### Formation naturelle
La couche arable est naturellement produite lors du processus de formation du sol (pédogenèse) à partir de la roche-mère sur le temps long (formation primaire). Le sol continue ensuite à évoluer sous l'action de la flore, de la faune et du climat ; certains éléments sont transformés (minéralisation), migrent (changent d'horizon) par l'action de la faune ou bioturbation, en fonction du régime hydrique, lixiviation ou « lessivage », percolation, etc.(formation secondaire).
Les usages anthropiques font pression sur les sols. En effet, les taux actuels d'utilisation et d'érosion dépassent la génération naturelle de sol.

### Formation artificielle et commerce
Les technosols sont des sols qui résultent de remaniement de terrains effectués par l'homme, en particulier dans les zones urbaines.
Il est possible d'y créer une couche arable artificielle qui prend en charge certaines des utilisations techniques ou biologiques de la couche arable. De grandes quantités de matière organique, de terre excavée et de déchets de constructions recyclés sont alors nécessaires. Le succès d'une telle opération dépendrait de la colonisation du technosol par les vers de terre, éventuellement rapportés.
Des exemples plus traditionnels de milieux de croissance de plantes artificiels comprennent la terra preta (la terre noire des Indiens) et le terreau de plantation ou mélange de rempotage. La « terre végétale » fabriquée à base de minéraux, de biosolides, de compost et/ou de boues de papeterie est disponible dans le commerce. D'une façon générale, les amendements utilisés en agriculture peuvent rentrer dans la composition d'un tel sol : marnes, cendres volcaniques, composts divers, boues de station d'épuration retraitées, écumes de sucrerie et de fabrication de jus de fruits, tourbe lorsque l'extraction est autorisée, biochar.
Dans le contexte actuel d'artificialisation des sols pour l'urbanisation, la construction de sites à usage divers et de voies de communication, d'importants volumes de terre sont décapés, remis en place, déplacés ou récupérés pour être revendus. Les couches superficielles correspondant à la couche arable sont revendues également sous le nom de « terre végétale ».

## Classification
Dans les systèmes de classification des sols, la couche arable est connue sous le nom d'horizon O ou d'horizon A. Les horizons du sol sont des couches grossièrement parallèles à la surface du sol dont les caractéristiques physiques, chimiques et biologiques diffèrent des couches supérieures et inférieures. La profondeur de la couche arable est mesurée comme la profondeur de la surface jusqu'à la première couche de sol dense, appelée sous-sol.

## Appréciation de l'état de la couche arable

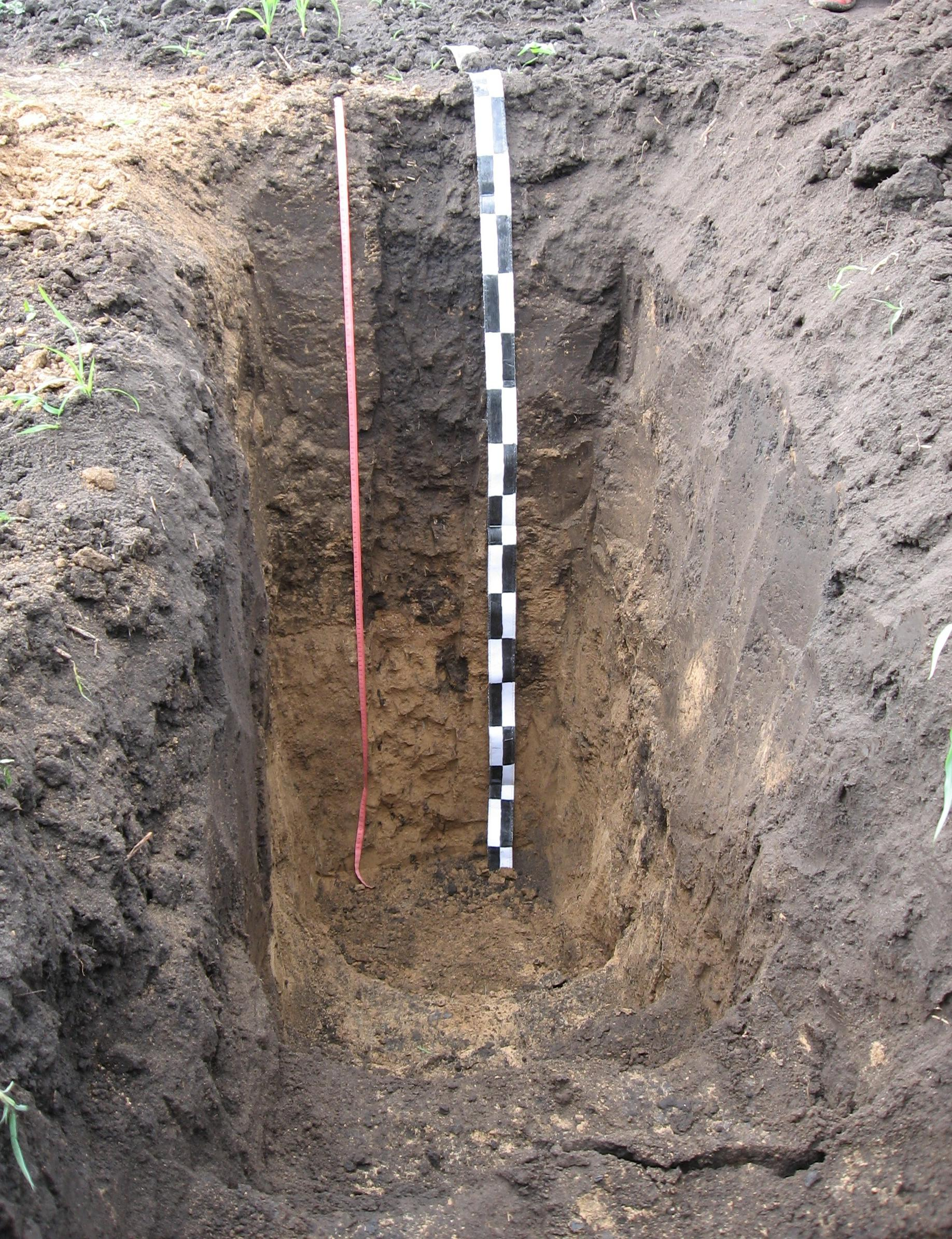
Profil d'un tchernoziom ordinaire, Lypkuvatovka, Ukraine. L'épaisseur de la couche arable semble ici atteindre 60 cm. Dans ces sols à la fertilité exceptionnelle, le taux de matière organique se situe généralement autour de 10% dans les vint-cinq premiers centimètres.

Sources non exhaustives : Dominique Soltner
L'analyse du sol permet d'obtenir des renseignements sur cet état ; les éléments les plus importants sont :
- la distribution granulométrique des particules ou texture ;
- la porosité donne une indication sur l'état de la structure du sol ou [volume d'eau + volume d'air sur volume total] ; 50 % est excellent ;
- concernant sa composition chimique, en première approximation le dosage du calcium et le pH donne une indication sur l'équilibre anions/cations ; un pH compris entre 6 et 7,5 est souhaitable suivant les cultures ;
- la capacité au champ ou capacité de rétention en eau ; dépend de la texture et de la profondeur du sol ; c'est une donnée indispensable pour l'irrigation ;
- la capacité d'échange cationique (CEC) donne une indication générale sur la fertilité ;
- le taux de matière organique ; un taux minimum de 1,5% à 4% est souhaitable en fonction de la texture et en particulier du taux d'argile ; l'augmentation du taux de matière organique représente un stockage supplémentaire de carbone dans le sol[12] ;
- le rapport carbone/azote caractérise l'évolution de la matière organique ; un rapport de 10 à 12 est généralement considéré comme optimal ; il doit cependant être apprécié en fonction des autres paramètres ainsi que des objectifs agronomiques et écologiques[13].

La couche arable peut être décrite lors de l'examen du profil cultural :
- la structure ou arrangement des particules du sol entre elles sous l'influence du complexe argilo-humique ; elle dépend de la biodiversité du sol et de la texture ; 25% d'argile, 30% de limon et 45% de sable est par exemple considéré comme très favorable à la formation d'une bonne structure comme la structure grumeleuse ;
- l'effet du travail du sol et notamment la répartition de la matière organique fraîche ;
- L'enracinement et les éventuels obstacles à sa réalisation : zones tassées, zones hydromorphes, pierres ;

- l'état hydrique ; il est très variable dans le temps ; il dépend de la structure de la couche arable mais aussi de celle des horizons sous-jacents, de la topographie et du climat ;
- la faune du sol.

## Régression et dégradation

### Érosion
L'érosion de la couche arable se produit lorsque la couche arable est soufflée ou emportée (déflation, ravinage …). Les pratiques agricoles conventionnelles telles que le labour et la pulvérisation de grandes quantités d'engrais liquides synthétiques sont des facteurs qui peuvent accélérer l'érosion des sols. Les méthodes agricoles intensives pour satisfaire des demandes alimentaires élevées avec des rendements élevés et des cultures en monoculture peuvent épuiser les nutriments du sol et endommager le microbiome du sol.

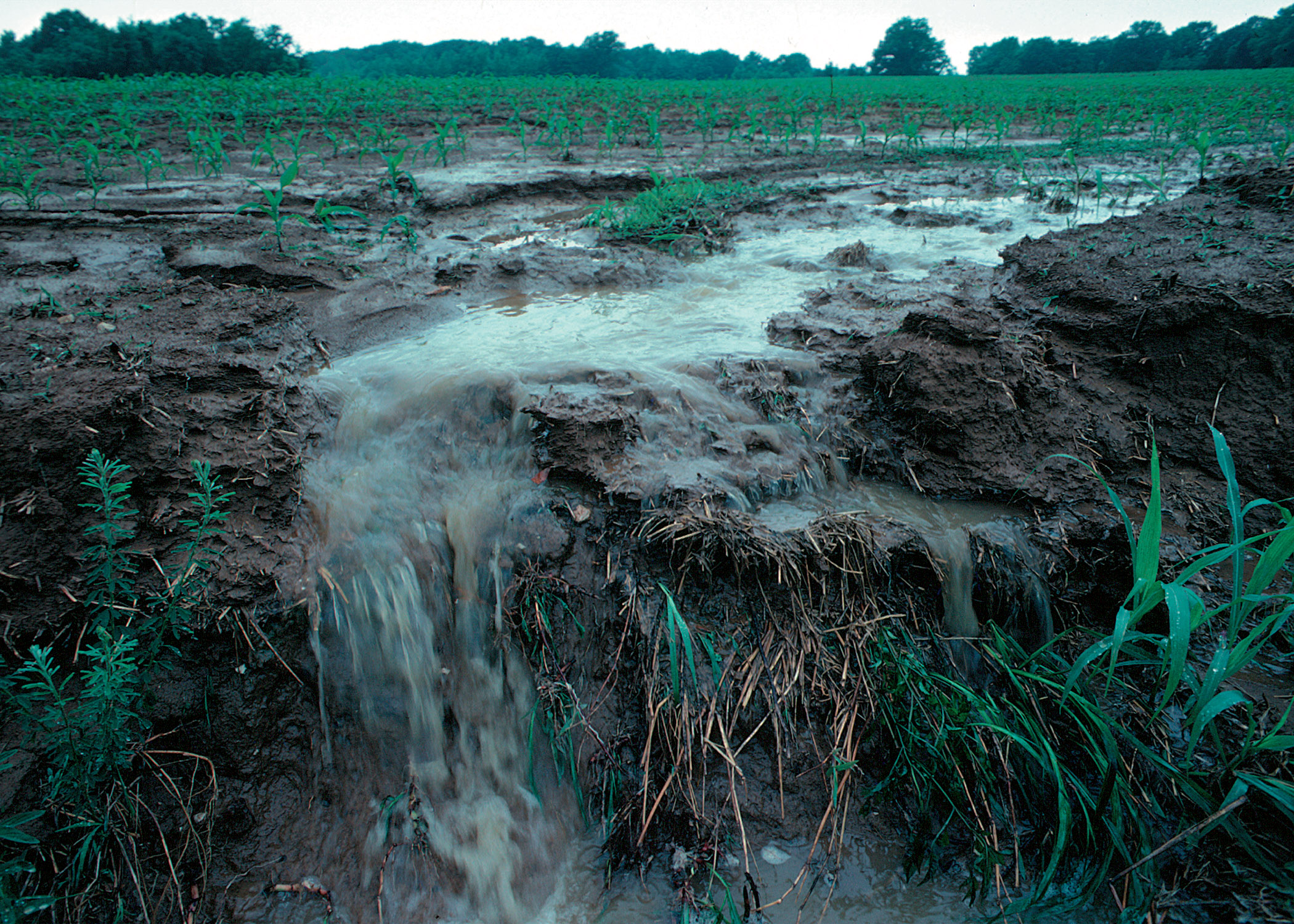
Le ruissellement de surface sur la couche arable d'un champ dans l'Iowa lors d'une tempête de pluie.

Avec le ruissellement de surface, des cas de pollution des sols peuvent conduire à la prolifération d'algues. En effet, lorsque de fortes pluies se produisent, le ruissellement peut entraîner la pollution des cours d'eau et des eaux souterraines et potentiellement contaminer les sources d'eau potable. La prolifération d'algues peut se produire lorsque de grandes quantités de nutriments inondent les rivières, les lacs ou les océans, souvent à la suite du ruissellement agricole ou des eaux usées. Celles-ci peuvent être toxiques et avoir des effets dévastateurs sur les écosystèmes et la faune.
Les techniques durables tentent de ralentir l'érosion grâce à l'utilisation de cultures de couverture afin de créer de la matière organique dans le sol. D'après les tendances de 2014, il reste environ 60 ans de terre arable dans le monde.